# Fernando García Sanz
Fernando García Sanz (Segovia, 1962) es un historiador español.

## Biografía
Nacido en 1962 en Segovia, es el autor de obras como España e Italia en la Europa de la paz armada (1890-1914) (1992), su tesis doctoral, Historia de las relaciones entre España e Italia, Imágenes, Comercio y Política Exterior (1890-1914) (CSIC, 1994), España en la Gran Guerra (Galaxia Gutenberg/Círculo de Lectores, 2014), esta última un ensayo sobre el papel de España a lo largo de la Primera Guerra Mundial, durante la cual se habría convertido en un «nido de espías». De 2011 a 2017 fue director de la Escuela Española de Historia y Arqueología en Roma.